# فرط التباعد
فرط التباعد (بالإنجليزية: Hypertelorism)‏، ومستمدة من الكلمة اليونانية "telouros" (بمعنى بعيدة)، هو زيادة المسافة بين عضوين أو جزئين من الجسم، وغالبا ما يشير إلى زيادة المسافة بين محجري العين (فرط التباعد المداري). وفي هذه الحالة تكون المسافة بين زوايا العين الداخلية وكذلك المسافة بين بؤبؤ العينين أكبر من الطبيعي. وينبغي عدم الخلطة مع تَباعُدُ الموقَين، حيث تكون فيه المسافة بين زوايا العين الداخلية أكبر من الطبيعي، بينما المسافة بين زوايا العين الخارجية لاتزال دون تغيير. ومن ثَم فإن المسافة بين البؤبؤين تكون طبيعية.
فرط التباعد هو عَرَض من مجموعة أعراض في مجموعة متنوعة من المتلازمات، بما في ذلك متلازمة إدوارد (تثلث الكروموسوم 18)، ومتلازمة ازدواجية 1q21.1، ومتلازمة وحمة الخلايا القاعدية، ومتلازمة دي جورج، ومتلازمة لويز-ديتز، ومتلازمة أبير، ومتلازمة نونان، والورم العصبي الليفي، ومتلازمة نمر، ومتلازمة كروزون، ومتلازمة وولف - هيرشيرون، ومتلازمة أندرسن -طويل، ومتلازمة واردينبيرغ، ومتلازمة المواء، وبروز ثلث الحاجبين الداخلي، واختلاف لون قزحية العين، واضطرابات التمثيل الغذائي (متلازمة موركيو، ومتلازمة هيرلر)، والصمم، وكذلك قصور الغدة الدرقية، كما وُجد أن هناك علاقة ما بين فرط التباعد واضطراب نقص الانتباه مع فرط النشاط.

## علم الأجنة
لأن فرط التباعد هو حالة تشريحية مرتبطة مع مجموعة متباينة من الاضطرابات الخلقية، فيعتقد أن المسببات المرضية لفرط التباعد متباينة. وتشمل النظريات تعظم الأجنحة السفلى من العظم الوتدي في وقت مبكر جدا، وزيادة المساحة بين محجري العينين؛ وذلك بسبب زيادة عرض الجيوب الغربالية، وعيوب النمو، وفشل تشكل محفظة الأنف، مما يؤدي إلى فشل الهجرة الطبيعية لمجحر العين وأيضا اضطراب تكوين قاعدة الجمجمة، كما يحدث في متلازمة آبرت ومتلازمة كروزون.

## وقت التصحيح الجراحي
عادة يتم إجراء الجراحة بين سن 5-8 سنوات. ويشمل ذلك الجوانب النفسية والاجتماعية في السنوات الأولى من الدراسة للطفل. وهناك سبب آخر لعمر التصحيح في 5 سنوات أو أكثر هو أن الجراحة يجب أن تتأخر حتى تنمو براعم الأسنان في الفك العلوي، مما يمنع تدميرها. بينما قبل سن الخامسة تكون العظام القحفية رقيقة وهشة، مما يجعل التصحيح الجراحي صعبا. وبالإضافة إلى ذلك، فمن الممكن أن تعيق جراحة محجر العين في مرحلة الطفولة نمو الوجه.

## العلاج
هناك خياران أساسيان لعلاج فرط التباعد: نزع الصندوق العظمي والانقسام الثنائي للوجه.

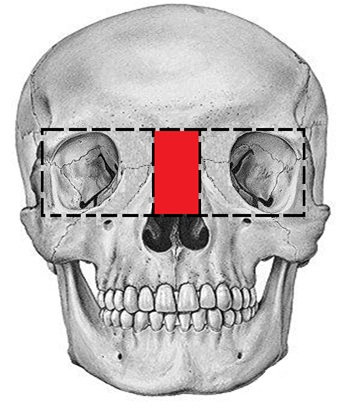
نزع الصندوق العظمي

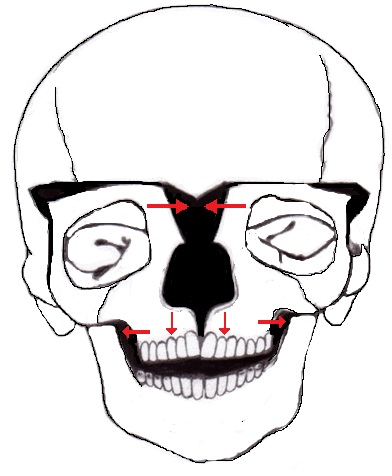
الانقسام الثنائي للوجه

### نزع الصندوق العظمي
تم إجراء هذا العلاج لفرط التباعد بين العينين لأول مرة من قِبَل بول تيسييه. وتبدأ العملية الجراحية عن طريق القطع العظمي بطرق مختلفة لفصل الجزء العظمي من محجر العين عن عظام الجمجة وعظام الوجه المحيطة، منها إزالة العظم بين محجري العينين، ثم يتم تحريك المحجرين وتقريب كل منهما تجاه الآخر، ولأن هذا يخلق جلدا زائدا بين المحجرين، يكون من الضروري في كثير من الأحيان إزالة ذلك الجلد، مما يساعد على تقريب الحواجب وزوايا العين من بعضها، مما يوفر منظرا أكثر إرضاءً.

### الانقسام الثنائي للوجه
تم تعديل إجراء نزع الصندوق العظمي من قِبَل جاك فان دير مولن، وأسفر عن تطوير الانقسام الثنائي للوجه. bipartition وينطوي الإجراء على تقسيم العظم الجبهي من حافة فوق محجر العين ثم يتم إزالة محجر العين ومنتصف الوجه من قاعدة الجمجمة باستخدام، ثم يتم إزالة قطعة عظم مثلثة الشكل من العظام في خط وسط الوجه، وتكون قاعدة المثلث فوق محجر العين وقمته بين القواطع العلوية. وبعد إزالة هذا الجزء، يصبح من الممكن تدوير نصفي وسط الوجه تجاه بعضهم البعض، مما يؤدي إلى تقليل المسافة بين المحجرين. كما أنه يؤدي إلى التسوية الخارجية للفك العلوي على شكل حرف V، وبالتالي توسيعه. ولأن فرط التباعد غالبا ما يرتبط بالمتلازمات مثل متلازمة أبير، فغالبا ما يوجد مع خلل تنسج الوجه. وإذا وجدت هذه الحالة يكون علاجها الانقسام الثنائي للوجه مع تكوين العظم السحبي. والهدف من تكوين العظم السحبي هو تسوية العلاقة بين حافة محجر العين والعين وأيضا تعديل موقع العظم الوجني، والأنف، والفك العلوي بالنسبة للفك السفلي.

### إعادة تشكيل الأنسجة الرخوة
لخلق نتيجة جمالية مقبولة في تصحيح فرط التباعد بين العينين، فمن المهم أن تكون عملية إعادة تشكيل الأنسجة الرخوة في الاعتبار، ويكون تصحيح تشوهات الأنف هو الأكثر صعوبة، وقد يكون تطعيم العظام والغضاريف لازمًا لإنشاء إطار الأنف، على سبيل المثال سديلة الجبين، أو السديلة المتقدمة التي يمكن استخدامها لتغطية الأنف.

## مضاعفات
كما هو الحال في كل أنواع الجراحة، تشمل المضاعفات الرئيسية للعلاج: النزيف، وخطر العدوى، وتسريب السائل الدماغي الشوكي، وناسور الأم الجافية. ويمكن الوقاية من حدوث الالتهابات والتسريبات عن طريق إعطاء المضادات الحيوية وتحديد أماكن القطع في الأم الجافية وإغلاقها، كما يمكن منع مخاطر النزيف الهائل عن طريق استخدام التقنيات الدقيقة، ويتم تعويض فقدان الدم عن طريق نقل الدم، ويمكن أيضًا تقليل فقدان الدم عن طريق إعطاء تخدير خافض للضغط. ومن إصابات العين النادرة التي قد تحدث العمى، كما يمكن أن تحدث اضطرابات بصرية بسبب خلل في عضلات العين بسبب حركة محجر العين. ويمكن أيضا أن يحدث تدلي الجفن وازدواج الرؤية بعد الجراحة، ولكنها مشاكل لا تحتاج إلى العلاج وتشفى من نفسها. وعلى الرغم من توغلية جراحات علاج فرط التباعد إلا أنه من النادر أن تسبب وفيات.